# یوریک آلاوردیان
یوریک سامسونی آلاوردیان (ارمنی: Յուրիկ Սամսոնի Ալավերդյան؛ زادهٔ ۴ اوت ۱۹۴۱) یک  سیاستمدار اهل ارمنستان است که از تاریخ ۱۹۹۰ تا تاریخ ۱۹۹۵ سمت نمایندگی دوره اول شورای عالی جمهوری ارمنستان را برعهده داشت.

## زندگی‌نامه
در 	۴ اوت ۱۹۴۱ ‏در ارمنستان به دنیا آمد . 